# Jong Bum-goo

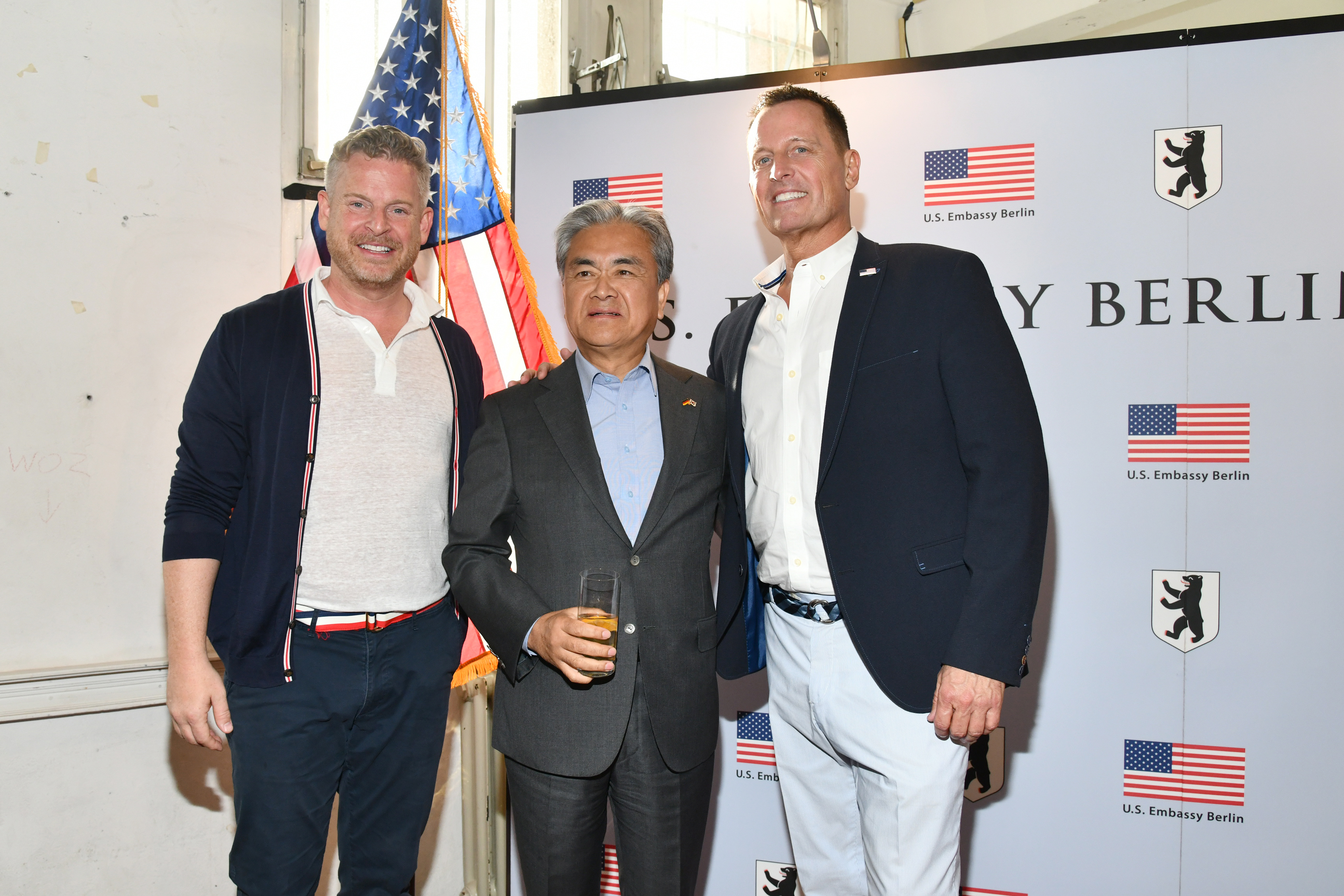
Jong Bum-goo (Mitte), 2019

Jong Bum-goo (koreanisch 정범구) (* 27. März 1954) ist ein südkoreanischer Politiker und Diplomat.

## Leben
Er studierte in Seoul Politikwissenschaften an der Kyung-Hee-Universität und erwarb 1975 dort einen Bachelor of Arts. Es folgte ein Studium in Deutschland an der Philipps-Universität Marburg, wo er 1987 einen Abschluss erwarb. 1990 promovierte er in Marburg. 
Bei den Parlamentswahlen in Südkorea 2000 wurde er für den Distrikt Ilsan in der Provinz Gyeonggi-do in die südkoreanische Nationalversammlung Gukhoe gewählt. Dort gehörte er den Ausschüssen für Kultur und Tourismus sowie Gleichstellung und Familie an. Im Jahr 2002 wurde er auch Mitglied des Lenkungsausschusses der Gukhoe sowie Sprecher der liberalen südkoreanischen Sae-cheonnyeon-minju-Partei.
2009 zog er erneut, diesmal für Jeungpyeong, Jincheon, Goesan und Eumseong in der Provinz Chungcheongbuk-do in die Gukhoe ein.
Am 26. Januar 2018 wurde er als Botschafter seines Landes in Deutschland akkreditiert. Neben Koreanisch spricht er auch Deutsch und Englisch.